# Nilofar
Nilofar ist ein weiblicher Vorname. 

## Herkunft und Bedeutung
Der Name stammt aus dem indogermanischen Sprachraum und bedeutet übersetzt „Seerose“.

## Varianten
Es existieren weitere Schreibweisen für den Namen:
- Niloofar
- Nilufar
- Nilüfer (in türkischer Sprache)
- Niloufar (gängigste Schreibweise)
- Nielofar

## Namensträgerinnen
- Niloufar Ardalan (* 1984), iranische Fußball- und Futsalspielerin
- Niloufar Bayani (* 1986), iranische Biologin und Umweltschützerin
- Niloofar Beyzaie (* 1967), iranische Theaterautorin und Regisseurin
- Niloofar Hamedi (* 1992), iranische Journalistin

## Sonstiges
- Die mit Astrachan zusammenarbeitende iranische Papierfabrik trägt den Namen „Nilofar“.
- Nilufar ist der Name einer Galerie für Design- und Einrichtung in der Via della Spiga in Mailand.